# 谢塘镇
谢塘镇，中国浙江省绍兴市上虞市下辖的一个镇。

## 辖区
该镇辖有：	谢塘居委会、东升村、星明村、东闸村、新章村、联民村、新戴家村、铲还湖村、丰园村、禹峰村、谢家塘村、东联村、晋生村、建塘村、岑仓村、